# Film de gangsters
 Pour plus de détails, voir le corps de l'article.
Le film de gangsters ou le film de mafieux est un genre cinématographique caractérisé par une intrigue racontée du point de vue d'un criminel ou d'une organisation criminelle. Il naît en France et en Allemagne, avec des films comme Fantômas (1913) de Louis Feuillade et Docteur Mabuse le joueur (1922) de Fritz Lang. Mais il se développe réellement aux États-Unis, prenant comme thèmes le crime organisé américain des années 1920 et ses héros comme Al Capone. Le contexte historique est généralement celui de la prohibition ou de la Grande Dépression. Il se poursuit notamment en Italie pendant les années de plomb sous la forme de film de mafieux ou de poliziottesco.
En France, il constitue un sous-genre du film policier (qui se confond avec le genre du film criminel, terme davantage utilisé dans les pays anglo-saxons et au Québec).

## Brésil
- 2002 : La Cité de Dieu (Cidade de Deus) de Fernando Meirelles et Kátia Lund

## Canada
- 2012 : Omertà de Luc Dionne
- 2019 : Lucky Day de Roger Avary

## Corée du Sud
- 2012 : Nameless Gangster (범죄와의 전쟁, Bumchoiwaui junjaeng) de Yoon Jong-bin
- 2013 : New World (신세계, Sinsegye) de Park Hoon-jeong

## États-Unis
Les films de gangsters américains apparaissent vers 1930, au lendemain de la crise économique qui frappe les États-Unis et prolifèrent durant la décennie qui suit. Ces films sont en lien étroit avec le contexte américain de l'époque et tiennent compte de la fascination du public pour la figure du gangster, après une vague de meurtres. Dans les années 1920, le gangstérisme est à la fois un problème et un spectacle national, à la suite de l'instauration de la prohibition. Les films de gangsters jouent sur ce dernier thème pour s'en moquer.
Problème nationalLa loi de prohibition (interdisant l'alcool) entre en vigueur en janvier 1920, entrainant son lot de trafic et tueries ; dont le bootlegging. Ce trafic implique une grande organisation, qui touche de nombreuses structures dans tout le pays. Il représente aussi une puissance et des enjeux économiques considérables, le tout contrôlé par les mafieux. La presse présente à l'époque la guerre des gangs comme un « fléau apocalyptique, destructeur de la société moderne ».
Spectacle nationalLes gangsters deviennent des figures de légende, souvent en tête d'affiche dans les magazines. La presse, mais aussi les gangsters eux-mêmes tirent profit de ce voyeurisme de masse. Howard Hawks dénonce la responsabilité des médias dans ce genres d'affaires, surtout la presse avide de sensations, dans son film Scarface de 1932.
Dans les années 1940 et 1950, le genre s'efface au profit du film noir, autre forme de film policier qui connaît la gloire à cette époque. Ensuite, le film de gangsters refait surface à partir de 1970 sous l'impulsion de Francis Ford Coppola et Martin Scorsese.
Les films de gangsters ont eu une influence certaine sur les comics américains de la fin des années 1930 aux années 1950. En effet, les auteurs des crime comics s'inspirent de ces films qu'ils pouvaient voir à l'époque au cinéma et présentent aussi des histoires dans lesquelles le criminel est le personnage principal, bien qu'il soit toujours puni à la fin de l'histoire.
- 1912 : Cœur d'apache (The Musketeers of Pig Alley) de D. W. Griffith
- 1914 : The Gangsters and the Girl (it) de Thomas Ince
- 1915 : Regeneration de Raoul Walsh
- 1927 : Les Nuits de Chicago
- 1928 : The Racket
- 1931 : Le Petit César de Mervyn LeRoy
- 1931 : L'Ennemi public
- 1932 : Scarface d'Howard Hawks
- 1935 : Les Hors-la-loi ('G' Men) de William Keighley
- 1936 : La Forêt pétrifiée (The Petrified Forest) d'Archie Mayo
- 1937 : Le Dernier Gangster (The Last Gangster) d'Edward Ludwig
- 1938 : Les Anges aux figures sales
- 1939 : Les Fantastiques Années 20 (The Roaring Twenties)
- 1940 : L'Étrange Aventure (Brother Orchid) de Lloyd Bacon
- 1941 : La Grande Évasion (High Sierra) de Raoul Walsh
- 1949 : L'enfer est à lui (White Heat) de Raoul Walsh
- 1951 : Feu sur le gang (Come Fill the Cup) de Gordon Douglas
- 1956 : L'ultime razzia de Stanley Kubrick
- 1967 : L'Affaire Al Capone
- 1967 : Bonnie et Clyde
- 1971 : French Connection de William Friedkin
- 1972 : Le Parrain de Francis Ford Coppola
- 1972 : Cosa Nostra de Terence Young
- 1973 : Mean Streets de Martin Scorsese
- 1973 : Échec à l'organisation de John Flynn
- 1974 : Le Parrain 2
- 1975 : Capone
- 1983 : Scarface de Brian De Palma
- 1984 : Il était une fois en Amérique de Sergio Leone
- 1987 : Les Incorruptibles de Brian De Palma
- 1990 : Les Affranchis de Martin Scorsese
- 1990 : The King of New York d'Abel Ferrara
- 1990 : Miller's Crossing de Joel et Ethan Coen
- 1990 : Le Parrain 3
- 1991 : Bugsy
- 1991 : Boyz N the Hood de John Singleton
- 1991 : New Jack City
- 1992 : Reservoir Dogs de Quentin Tarantino
- 1993 : Menace II Society
- 1993 : Il était une fois le Bronx de Robert De Niro
- 1993 : L'Impasse de Brian De Palma
- 1993 : True Romance de Tony Scott
- 1994 : Pulp Fiction de Quentin Tarantino
- 1994 : Killing Zoe
- 1995 : Usual Suspects de Bryan Singer
- 1995 : Casino de Martin Scorsese
- 1995 : Heat de Michael Mann
- 1997 : Donnie Brasco de Mike Newell
- 1997 : Les Seigneurs de Harlem de Bill Duke
- 1997 : Jackie Brown de Quentin Tarantino
- 1999 : Payback de Brian Helgeland
- 1999 : Gangsta Cop
- 2001 : Training Day d'Antoine Fuqua
- 2001 : Blow de Ted Demme
- 2001 : Shottas
- 2002 : Les Sentiers de la perdition de Sam Mendes
- 2002 : Gangs of New York de Martin Scorsese
- 2005 : Lord of War d'Andrew Niccol
- 2006 : Blue Hill Avenue (en)
- 2006 : Les Infiltrés  de Martin Scorsese
- 2007 : American Gangster de Ridley Scott
- 2007 : La nuit nous appartient de James Gray
- 2009 : Public Enemies de Michael Mann
- 2011 : Bulletproof Gangster
- 2012 : Des hommes sans loi (Lawless) de John Hillcoat
- 2013 : Gangster Squad de Ruben Fleischer
- 2013 : The Iceman
- 2019 : The Irishman de Martin Scorsese
- 2024 : Wise Guys de Barry Levinson

## France
Le point de vue des malfrats a été très tôt exploré par le cinéma français, à travers des personnages comme Arsène Lupin ou Fantômas. Le premier film d'Arsène Lupin de Michel Carré sort en 1909. Une version parlante du gentleman-cambrioleur, Arsène Lupin détective de Henri Diamant-Berger, sortira en 1937. Fantômas de Louis Feuillade sort en 1913 et occasionnera quatre suites. Dans les années 1960, une trilogie plus humoristique verra le jour avec Jean Marais dans le rôle-titre : Fantômas (1964), Fantômas se déchaîne (1965) et Fantômas contre Scotland Yard (1967).
Le premier film français sur la pègre sort en 1935 : c'est Justin de Marseille de Maurice Tourneur sur le Milieu marseillais. Quatre ans avant le début du film noir sort Pépé le Moko (1936) de Julien Duvivier, avec Jean Gabin dans le rôle-titre. C'est un film tourné dans la casbah d'Alger dans le style du réalisme poétique.
Dès l'après-guerre, ce sont les trois adaptations cinématographique de la trilogie de Max le Menteur d'Albert Simonin qui vont asseoir le genre dans le cinéma français. Le premier Touchez pas au grisbi (1954) de Jacques Becker s'inscrit dans la veine du film noir alors que Le cave se rebiffe (1961) ou Les Tontons flingueurs (1963) jalonneront durablement la comédie de gangsters à la française. 
Les ouvrages d'Auguste Le Breton feront l'objet de nombreuses adaptations à succès, à commencer par Du rififi chez les hommes réalisé par l'Américain Jules Dassin exilé en France pour cause de maccarthysme. Le film deviendra culte grâce à sa scène de cambriolage,. Adapté du même Le Breton, on compte Razzia sur la chnouf d'Henri Decoin (1955), Le rouge est mis (1957) de Gilles Grangier, Rafles sur la ville (1958) de Pierre Chenal, Du rififi chez les femmes (1959) d'Alex Joffé, Rififi à Tokyo (1963) de Jacques Deray, Du rififi à Paname (1966) de Denys de La Patellière et surtout Le Clan des Siciliens (1969) de Henri Verneuil, qui réunira trois acteurs mythiques des films de gangsters français : Jean Gabin, Alain Delon et Lino Ventura.
Quelques films de la Nouvelle vague ont mis en scène des truands comme Le Voyou (1970) de Claude Lelouch, La Mariée était en noir et La Sirène du Mississipi de François Truffaut ou Bande à part de Jean-Luc Godard mais globalement les films de gangsters sont restés l'apanage de réalisateurs restés extérieurs à ce mouvement. À bout de souffle conserve la structure du polar vu à travers les yeux d'un truand, mais s'en détache par une écriture novatrice. 
Le cinéaste considéré généralement comme le maître du polar à la française est Jean-Pierre Melville. Même si ses films comportent des personnages marquants de policiers, c'est surtout les gangsters qui sont à l'honneur, de Bob dans  Bob le flambeur (1955) à Simon dans Un flic (1972) en passant par le Silien du Doulos (1962), « Gu » du Deuxième Souffle (1966), Corey dans Le Cercle rouge (1970) et Jef Costello alias Le Samouraï (1967). Portant une expression guindée, inexpressive jusque dans les situations les plus critiques, les crapules melvilliennes se définissent par le tragique qu'elles portent en elle. Elles évoluent dans un univers vénéneux, où le noir et blanc ou les couleurs épurées sont de rigueur. La façon documentaire de filmer de Melville, la rigueur de sa mise en scène a redéfini les codes du film noir et inspiré de nombreux cinéastes du genre, de l'Italien Fernando Di Leo pour sa Trilogie du Milieu aux Américains Jim Jarmusch, Martin Scorsese ou Quentin Tarantino en passant par les Hong-kongais Johnny To ou John Woo.
D'autres cinéastes alimenteront le genre comme Claude Sautet avec Classe tous risques en 1960 et Max et les Ferrailleurs en 1971. José Giovanni, ayant lui-même un passif de malfrat condamné à mort puis gracié en 1956 après onze années de prison, sera l'écrivain et l'auteur de nombreux scénarios comme Le Trou, Le Deuxième Souffle, Un nommé La Rocca ou Classe tous risques mais réalisera également ses propres films comme Le Rapace (1968) où Lino Ventura joue un tueur à gages sud-américain, La Scoumoune (1972) sur la pègre marseillaise avec Jean-Paul Belmondo, Les Égouts du paradis (1979) sur le « casse du siècle » par Albert Spaggiari de la Société générale de Nice en 1976 ou Le Gitan (1975) et Deux Hommes dans la ville (1973) avec Alain Delon qui portent sur le thème de la peine de mort.
Certains films s'inspireront de faits réels, comme Casque d'Or sur l'« apacherie », La Bande à Bonnot sur l'anarchiste français Jules Bonnot, Stavisky sur l'escroc Alexandre Stavisky ou Le Gang (1977) de Jacques Deray sur le Gang des Tractions Avant.
Jacques Deray a en outre réalisé deux films sur la mafia, Borsalino en 1970 et sa suite Borsalino & Co en 1974. Viennent ensuite de nombreux films de truands comme Un homme est mort (1972) ou Trois Hommes à abattre (1980). Henri Verneuil, quant à lui, mettra en scène, outre Le Clan des Siciliens, Mélodie en sous-sol sur un braquage de banque à Cannes, Cent mille dollars au soleil qui envoie Jean-Paul Belmondo et Lino Ventura en bandits de grand chemin sur les routes marocaines, Le Casse qui met le truand Belmondo face au policier véreux Omar Sharif ou encore Le Corps de mon ennemi en 1976 qui met en scène Belmondo revenant se venger après avoir été condamné à tort.
Après avoir réalisé le policier Police Python 357 (1976), Alain Corneau passe du côté des bandits dans La Menace (1977), Le Choix des armes (1981) avec Yves Montand ou Série noire (1980) avec Patrick Dewaere.
Le film de gangsters français devient plus rare à partir des années 1980. Bernard Giraudeau jouera dans Le Grand Pardon (1982) qui met en scène le clan Bettoun, Rue barbare (1984) ou le film de cavale Les Spécialistes (1985). Le réalisateur Georges Lautner fera jouer Jean-Paul Belmondo dans des polars hybrides qui se rapproche du poliziottesco italien ou du film d'auto-défense américain comme Flic ou Voyou (1979) ou Le Professionnel (1981).
Dans les années 2000, Jacques Audiard réalise De battre mon cœur s'est arrêté ainsi que Un prophète qui gagne le César du meilleur film ainsi que le Grand prix du jury du Festival de Cannes. Le diptyque biographique sur le gangster Jacques Mesrine avec Vincent Cassel dans le rôle-titre est composé de L'Instinct de mort et de L'Ennemi public no 1. Frédéric Schoendoerffer réalise en 2007 Truands qui a pour thème le grand banditisme parisien de cette période.
D'autres films sur le Milieu sortent dans les années 2010, comme L'Immortel en 2010, Les Lyonnais en 2011 ou La French en 2014.

## Hong Kong
1986 : Le Syndicat du crime (英雄本色, Ying huang boon sik) de John Woo

## Italie
Les poliziotteschi constituent un genre à la lisière du film policier, du film de gangsters et du film de justiciers. Mais l'âge d'or des polliziotteschi dans la décennie 1970-1980 a aussi nourrit les films de mafieux, que le liste ci-dessous recense de façon non-exhaustive.
Il existe également plusieurs séries télé de gangsters comme La Mafia (La piovra) en 1984, Corleone en 2007, Gomorra en 2014 ou Suburra, la série en 2017.
Plusieurs films de gangsters humoristiques ont également vu le jour comme Mafioso (1962), Cose di Cosa Nostra (1971), Le Pot de vin (1978), Johnny Stecchino avec Roberto Benigni (1991) ou La mafia tue seulement en été (La mafia uccide solo d'estate) sorti en 2013. En 2015 est sorti Noi e la Giulia, une comédie sur la Camorra.

## Royaume-Uni
- 1971 : La Loi du milieu (Get Carter)
- 1980 : Du sang sur la Tamise (The Long Good Friday)
- 1986 : Mona Lisa
- 1988 : Un lundi trouble (Stormy monday)
- 1990 : Les Frères Krays (The Krays)
- 1997 : Face
- 1998 : Arnaques, Crimes et Botanique (Lock, Stock and Two Smoking Barrels)
- 2000 : Mafia Story (Essex Boys)
- 2000 : Gangster No. 1
- 2000 : Gangsters, Sex and Karaoke (Love, Honour and Obey)
- 2000 : Sexy Beast
- 2000 : Snatch : Tu braques ou tu raques (Snatch)
- 2003 : Seule la mort peut m'arrêter (I'll Sleep When I'm Dead)
- 2004 : Layer Cake
- 2005 : The Business
- 2007 : Les Promesses de l'ombre (Eastern Promises)
- 2008 : RocknRolla
- 2009 : Dead Man Running
- 2009 : Down Terrace
- 2010 : London Boulevard
- 2013 : The wee Man
- 2014 : We Still Kill the Old Way
- 2015 : Legend

## Russie
Alors que les films soviétiques sur les activités criminelles prenaient plus souvent le point de vue policier comme dans Le Retour de saint Luc (Возвраще́ние Свято́го Луки́) en 1970 ou dans Il ne faut jamais changer le lieu d'un rendez-vous (Место встречи изменить нельзя) en 1979, L'Obier rouge (Калина красная) évoque déjà en 1974 un personnage sorti de prison confronté à ses anciens complices. Mais c'est le film de Iouri Kara Les Voleurs dans la loi (Воры в законе), qui fait sensation en 1988 en présentant de façon franche le crime organisé russe, les Voleurs dans la loi du titre, qui prend le contrôle d'une station balnéaire.
C'est dans les années 1990 que naît véritablement le film de gangsters à la russe. Le relâchement du contrôle de l'état et l'explosion du crime organisé dans la société russe vont produire ces « années effrénées » (Лихие 90-е) qui vont être fréquemment transposées au cinéma. Le Frère (Брат) en 1997 et Le Frère 2 (Брат 2) en 2000 d'Alekseï Balabanov seront les plus grands succès du genre. Ayant joué dans le rôle principal dans ces deux films, Sergueï Sergueïevitch Bodrov réalisera lui-même un film de tueurs, Les Sœurs (Сёстры) en 2002. D'autres films notables de cette période sont Antikiller (Антикиллер) en 2002 d'Igor Kontchalovski ou le film russo-français Un nouveau Russe (Олигарх) en 2001 de Pavel Lounguine.

« La Grande dépression a ébranlé les fondements même de l'Amérique, elle a changé le pays en profondeur et par conséquent également son cinéma. [...] La romance du crime et de l'argent facile, la confrontation entre une police sans merci et des criminels rusés, la Prohibition, l'affrontement mafieux, Al Capone, Dillinger, Bonnie et Clyde - sans cela, la mythologie américaine est impensable. Et la décennie effrénee que sont nos années 1990 (Лихие 90-е) sont notre Grande Dépression, avec des conséquences non seulement socio-économiques, mais aussi cinématographiques. »

— Kolja Kornatsky